# Coswig (Anhalt)
Coswig, formellt Coswig (Anhalt), är en stad i Landkreis Wittenberg i det tyska förbundslandet Sachsen-Anhalt. Coswig nämns för första gången i ett dokument från år 1187.

## Administrativ indelning
Följande orter är alla tidigare kommuner med årtalet de uppgick i Coswig (Anhalt). De utgör idag administrativa stadsdelar (Ortschaft) i stadskommunen Coswig (Anhalt):
|  | - Bräsen (2010) - Buko (2009) - Cobbelsdorf (2009) - Düben (2009) - Hundeluft (2009) - Jeber-Bergfrieden (2009) - Klieken (2009) - Köselitz (2009) | - Möllensdorf (2009) - Ragösen (2009) - Senst (2009) - Serno (2009) - Stackelitz (2010) - Thießen (2010) - Wörpen (2008) - Zieko (2004) |

## Historia
Borgen Cossewiz omnämns första gången 1187. Eventuellt har denna föregåtts av en slavisk befästning, men inga säkra indikationer finns på någon sådan. Staden omnämns som oppidum (småstad) år 1215 och var då de askaniska furstarnas viktigaste stad norr om Elbe.
Staden fick redan på 1500-talet sitt dricksvatten genom en vattenledning från Wörpen. Under denna tid var vävning, krukmakeri och jordbruk, bland annat humleodling, de viktigaste näringarna.
Staden förstördes till stor del under Schmalkaldiska kriget av spanska trupper. Staden tjänade även som tillfälligt högkvarter för Albrecht von Wallenstein under trettioåriga kriget.

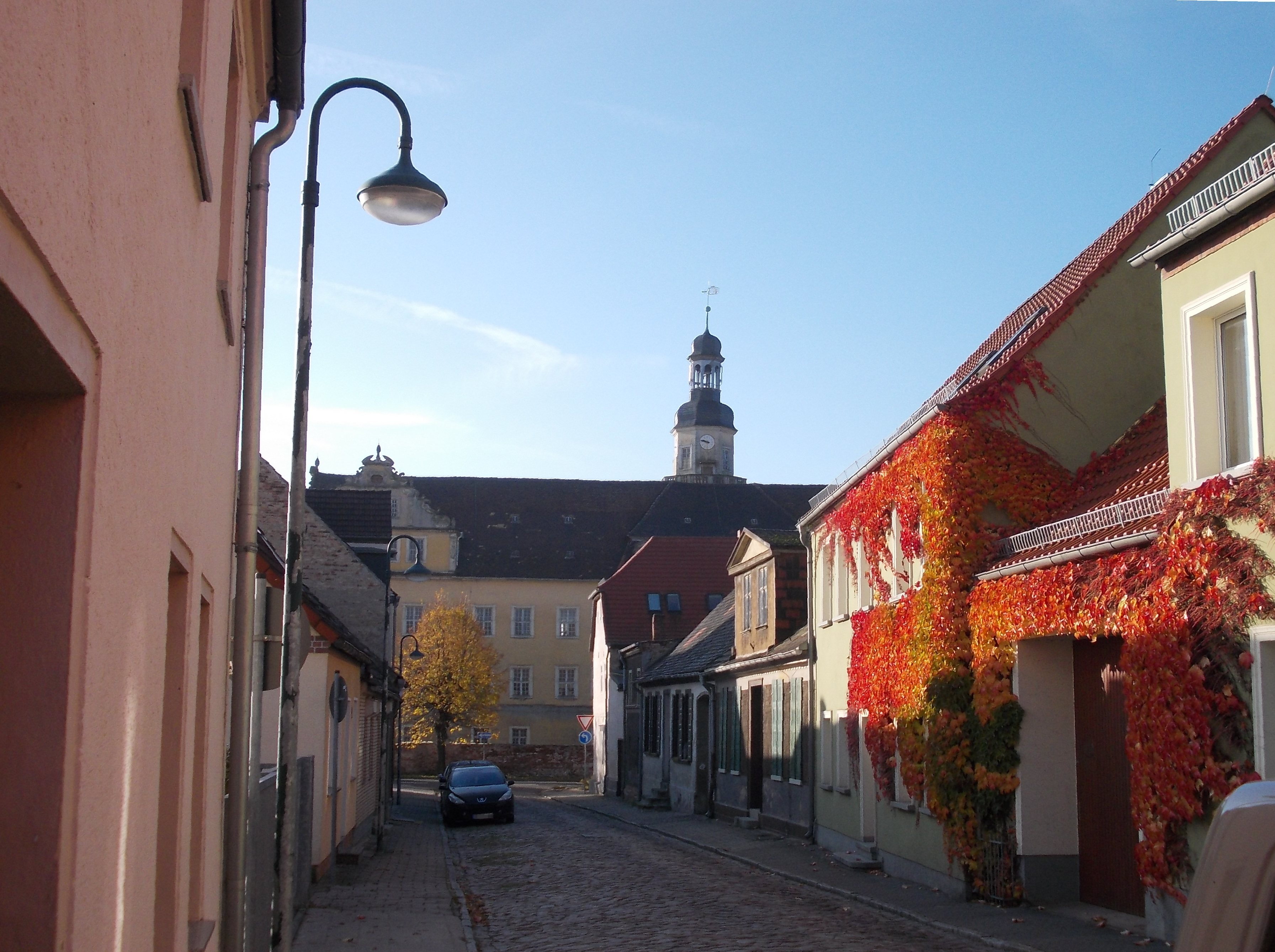
Domstrasse i riktning mot slottet.

Från 1603 till 1793 var staden en del av furstendömet Anhalt-Zerbst. Stadens nuvarande barockslott byggdes 1667–1677 och var fram till 1800-talet änkesäte för furstendömet. Medan nordflygeln innehåller element av renässansarkitektur är hela slottsensemblen huvudsakligen inspirerad av fransk barockarkitektur. Slottet byggdes 1874 delvis om till fängelse med bland annat en utbyggnad av sydflygeln.
Slottsfängelset var under Nazityskland starkt överbelagt, med 900 istället för 300 fångar, många av dem politiska. I lägerannexet Griebo dog omkring 300 av 850 av fångarna på grund av de svåra förhållandena. I staden fanns även hundratals krigsfångar som användes som tvångsarbetare. I sprängämnesfabriken Westfälisch-Anhaltischen Sprengstoff AG (WASAG) skedde 1944 en detonation som krävde många tvångsarbetares liv.
Staden firade sitt 800-årsjubileum 1987.
Staden tillhörde fram till 2007 Landkreis Anhalt-Zerbst men är sedan 2007 en del av Landkreis Wittenberg. Slottet såldes 2006, för att omvandlas till ett kulturcentrum. I samband med ombyggnaden avlägsnades 1800-talstillbyggnaderna på slottets sydflygel för att återställa slottets ursprungliga utseende.

## Kända Coswigbor
- Hermann Cohen (1842-1918), filosof.
- Barbara Höll (född 1957), politiker för Die Linke.
- Manfred Kuschmann (1950-2002), friidrottare, långdistanslöpare, EM-segrare 1974 på 10 000 meter.
- Rudolf Oeser (1858-1926), journalist och politiker.